# جيك ويبر (لاعب كرة سلة)
جيك ويبر (18 مارس 1918 في الولايات المتحدة - 6 يناير 1990 في الولايات المتحدة) (بالإنجليزية: Jake Weber)‏ هو لاعب كرة سلة أمريكي في مركز الوسط. لعب مع نيويورك نيكس وبروفيدنس ستيمرولرز وIndianapolis Jets ‏.

## وصلات خارجية
- جيك ويبر على موقع إن بي أي (الإنجليزية)
- جيك ويبر على موقع سبورتس رفرنس (الإنجليزية)
- جيك ويبر على موقع ريلجم (الإنجليزية)
- جيك ويبر على موقع بروبوليرز (الإنجليزية)
- جيك ويبر على موقع سبورتس رفرنس (الإنجليزية)